# Liparis anemophila
Liparis anemophila är en orkidéart som beskrevs av Rudolf Schlechter. Liparis anemophila ingår i släktet gulyxnen, och familjen orkidéer. Inga underarter finns listade i Catalogue of Life.